# Montagnolapark
Het Montagnolapark (Italiaans: Giardino della Montagnola) is een park in de Italiaanse stad Bologna. Het park ligt in het noorden van de stad, aan het einde van de Via dell'Indipendenza. Ook de Porta di Galliera, een stadspoort, de Piazza XX Settembre, de Piazza XIII Agosto en de ruïne van de Rocca di Galliera, een pauselijk kasteel, liggen vlak in de buurt.
Het Montagnolapark is onder meer bereikbaar via de Pinciotrappen, aangelegd door Tito Azzollini en Attilio Muggia in 1896. Tussen de trappen ligt een fontein ontworpen door Diego Sarti. Door de Bolognesen wordt ze de vrouw van de reus genoemd. Het park ligt op een kunstmatige heuvel die tot stand kwam naarmate de Rocca Galliera werd afgebroken. In 1810 werd de heuvel ingericht als park waar tijdens de napoleontische tijd allerlei activiteiten werden georganiseerd zoals demonstratievluchten van luchtschepen, paardenrennen en stierengevechten.

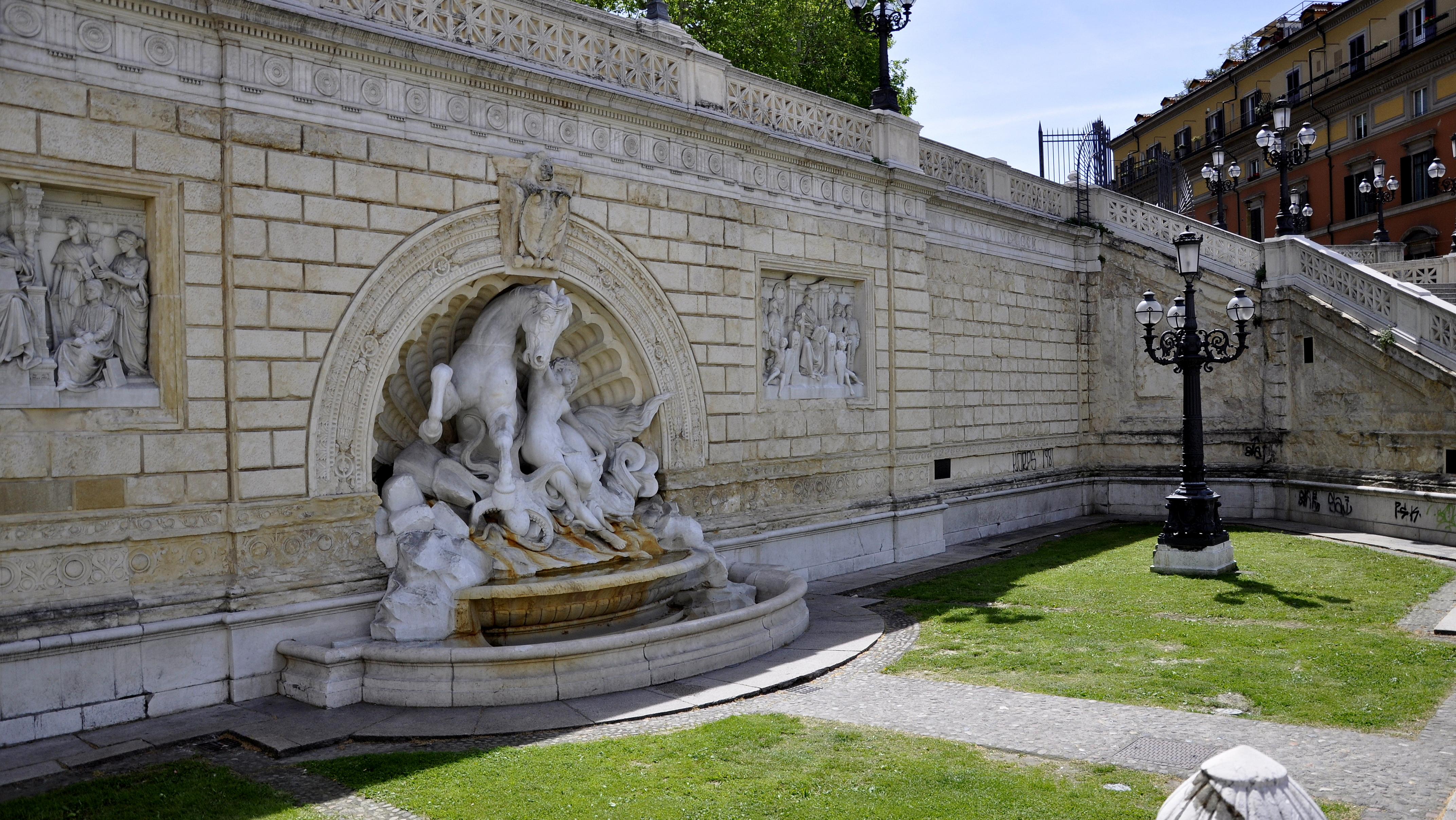
De fontein van de Pinciotrappen
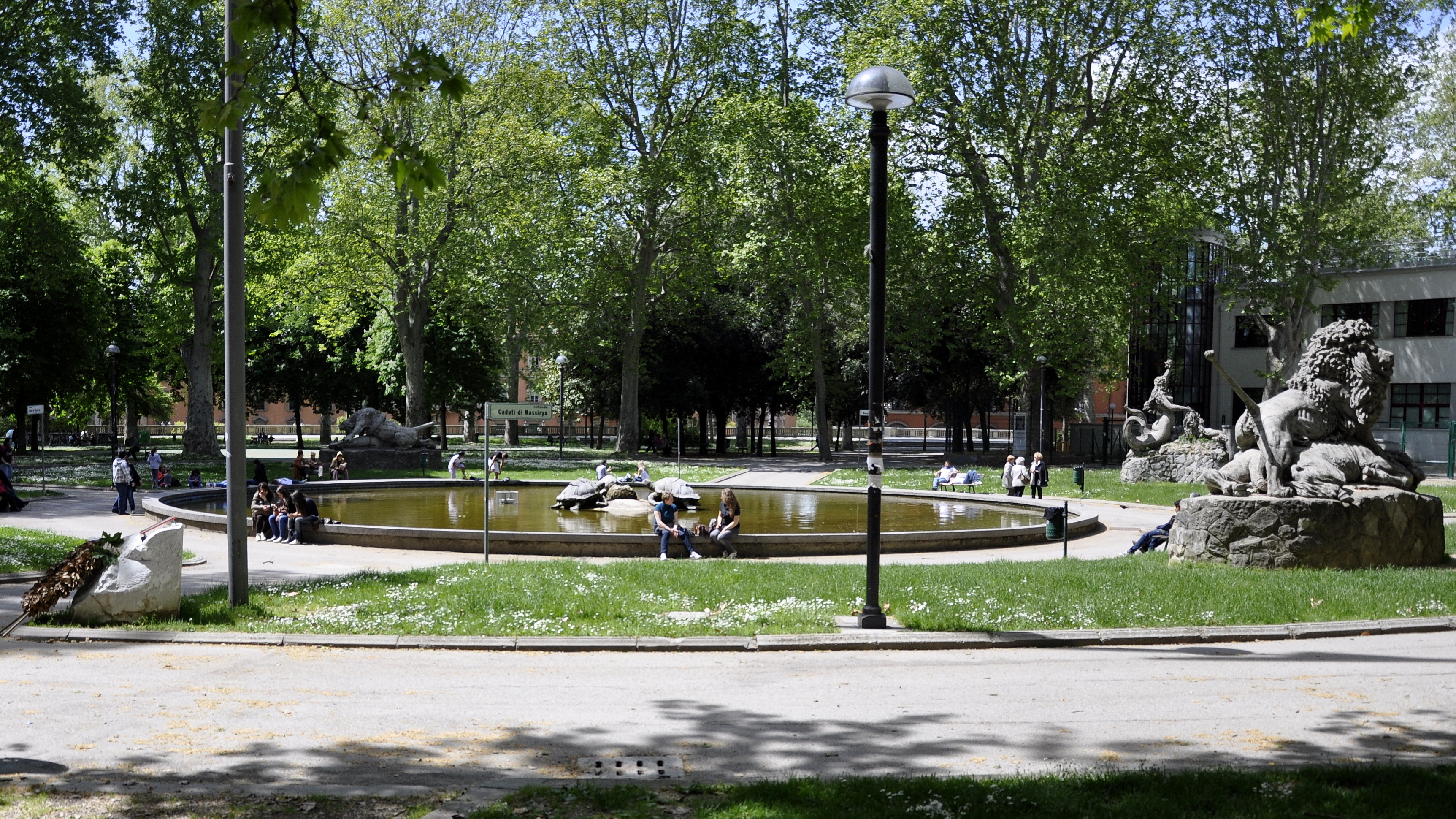
Het Montagnolapark
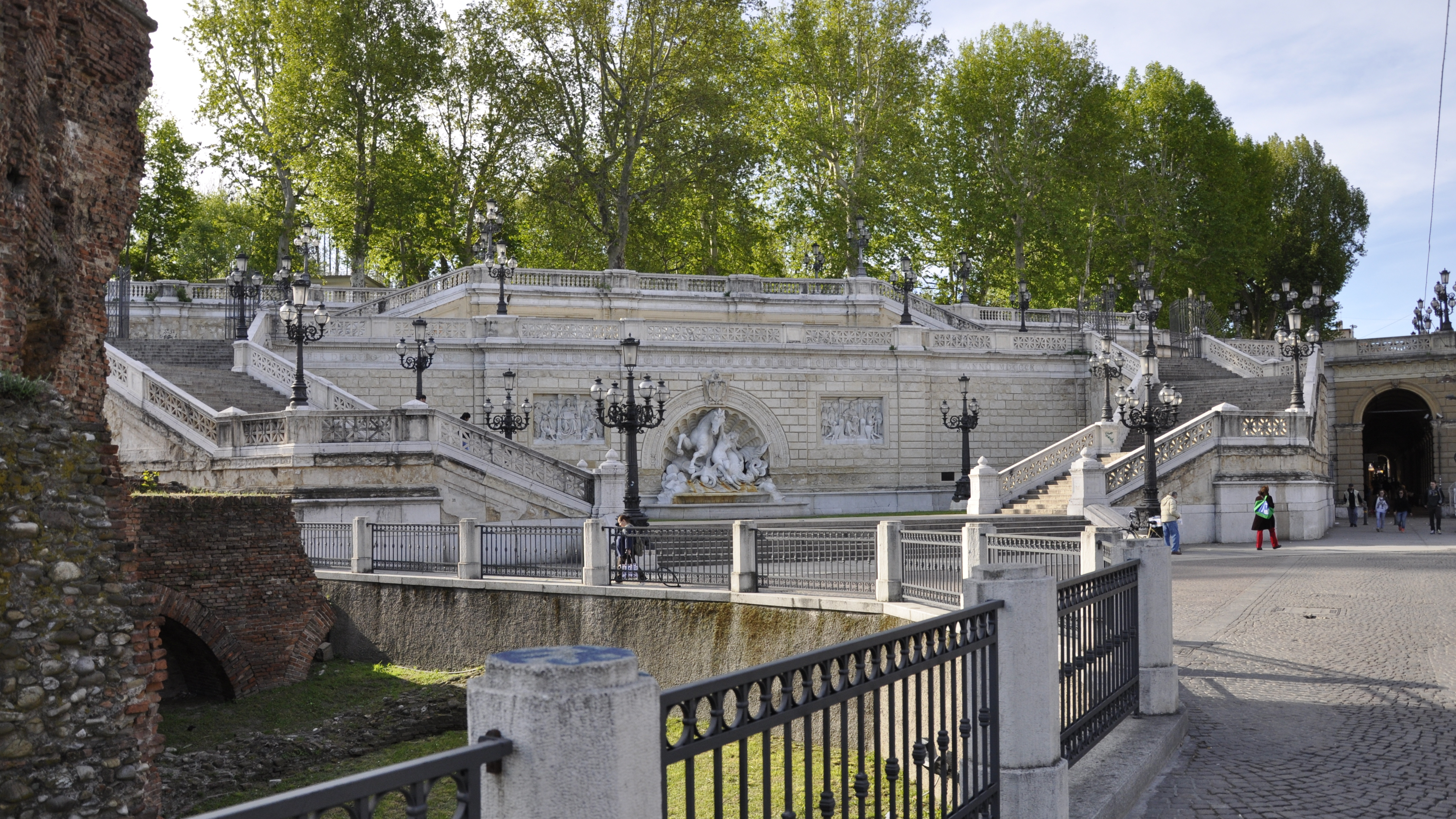
De Pinciotrappen met links de ruïne van het Rocca di Galliera
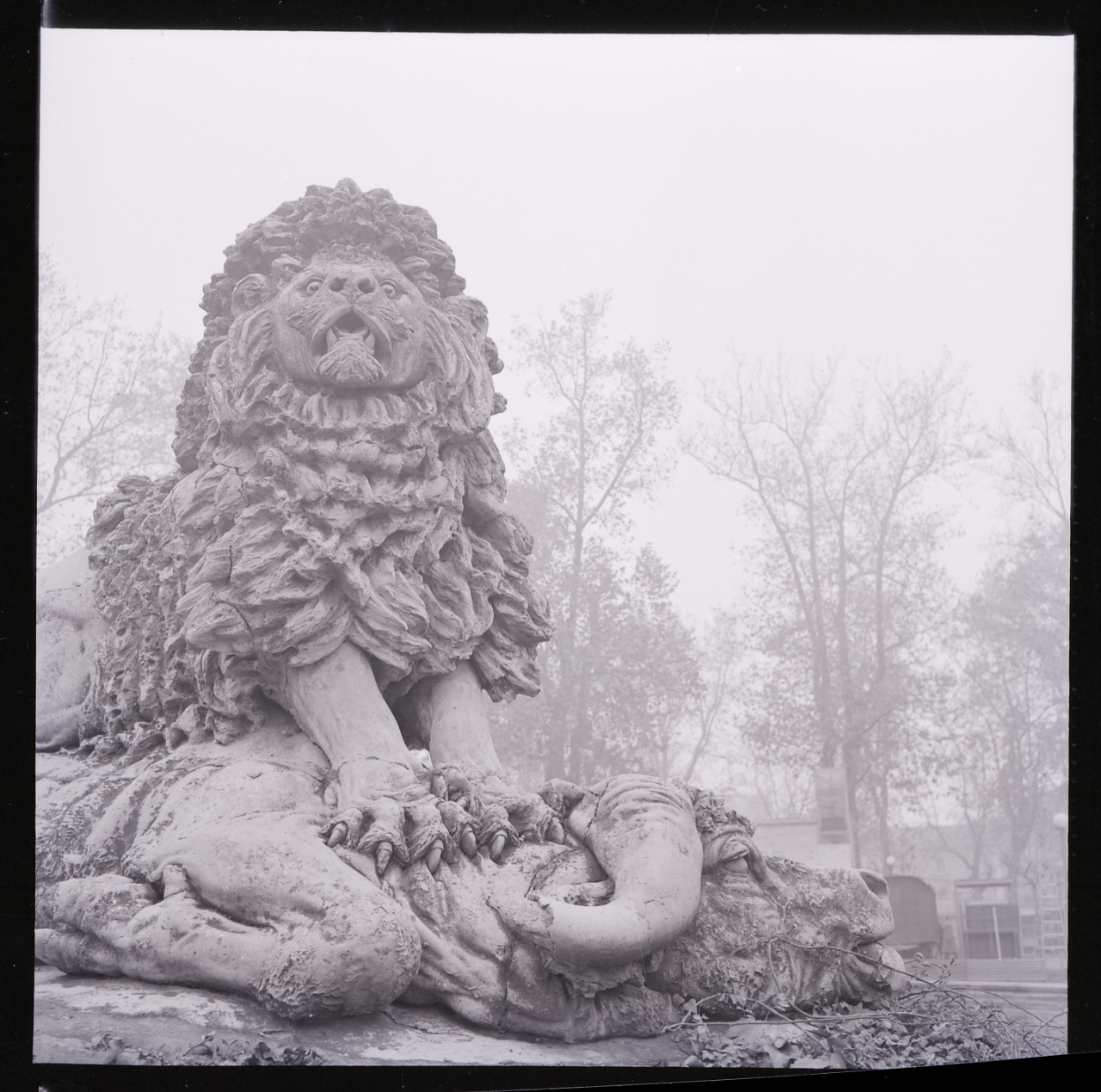
Betonnen sculptuur van een leeuw door Diego Sarti, late 19e eeuw. Photo by Paolo Monti.

- Gemeinsame Normdatei: 7685464-4
- Library of Congress Control Number: n86029448
- Nationale Bibliotheek van Israël: 987007557717105171
- Virtual International Authority File: 158356245